# Helga Hösl-Thaw
Helga Hösl-Thaw, geborene Schultze, (* 2. Februar 1940 in Berlin; † 12. September 2015 in Utting am Ammersee) war eine deutsche Tennisspielerin.
Helga Schultzes Vater war Deutscher Jugendmeister und Clubmeister bei den Zehlendorfer Wespen. Ihre Karriere begann in der Schweiz, als sie während ihrer Ausbildung auf der Dolmetscherschule in Lausanne ein Turnier gewann und dadurch in den Fokus des Deutschen Tennis-Bundes geriet. Zusammen mit ihrer Schwester Margret spielte sie bis 1964 in Hanau und wechselte dann nach Berlin zum LTTC Rot-Weiß.
Die 16-mal für Deutschland im FedCup eingesetzte Helga Schultze war zehnfache Deutsche Meisterin, wobei sie fünf dieser Titel im Einzel gewann (1964, 1967, 1970, 1973 und 1974). 1970 wurde sie zudem Internationale Deutsche Meisterin. In den 1960er Jahren war sie in der Weltrangliste platziert. Bei den French Open 1964 konnte sie mit ihrer argentinischen Partnerin Norma Baylon das Finale im Damendoppel erreichen. Zudem ist sie Autorin des Buchs Der Mensch ist, was er ißt und wie er lebt.